# 포항북부경찰서
포항북부경찰서(浦項北部警察署, Pohang Bukbu Police Station)는 경상북도경찰청이 관할하는 경찰서 중 하나이다. 경상북도 포항시 북구 삼흥로 370(양덕동 산127-1번지)에 위치하고 있다.
서장은 총경으로 보한다.

## 기본 정보
- 주소: 경상북도 포항시 북구 삼흥로 370(양덕동 산127-1번지)

## 관할 파출소
포항북부경찰서는 17개의 파출소를 산하에 두고 있다.
| 명칭        | 사진 | 주소                 | 관할구역                                | 치안센터     |
| ----------- | ---- | -------------------- | --------------------------------------- | ------------ |
| 학산파출소  |      | 삼호로 370           | 학산동, 대신동, 항구동, 동빈1가, 창포동 |              |
| 환여파출소  |      | 삼호로 147           | 환호동, 여남동                          |              |
| 양덕파출소  |      | 앙덕동 633-4         | 양덕동, 두호동                          |              |
| 장성파출소  |      | 성실로 31            | 장성동                                  |              |
| 용당파출소  |      | 용당로91번길 10      | 대흥동, 용흥동                          |              |
| 중앙파출소  |      | 중앙로 352           | 상원동, 여천동, 중앙동, 동빈2가, 남빈동 |              |
| 덕산파출소  |      | 중앙로298번길 13-1   | 덕산동, 우현동, 신흥동, 덕수동          |              |
| 죽도파출소  |      | 중흥로 280           | 죽도2동                                 |              |
| 죽도1파출소 |      | 송도로68번길 3-1     | 죽도1동                                 |              |
| 양학파출소  |      | 양학로 17            | 학잠동, 득량동                          |              |
| 흥해파출소  |      | 흥해읍 흥해로 78     | 흥해읍                                  |              |
| 청하파출소  |      | 청하면 청하로 178    | 청하면                                  |              |
| 신광파출소  |      | 신광면 토성길25길 15 | 신광면                                  |              |
| 송라파출소  |      | 송라면 보경로 38     | 송라면                                  | 송라치안센터 |
| 기계파출소  |      | 기계면 기계로 92-11  | 기계면                                  |              |
| 기북파출소  |      | 기북면 기북로 433    | 기북면                                  |              |
| 죽장파출소  |      | 죽장면 새마을로 3606 | 죽장면                                  | 상옥치안센터 |